# Lohmannella falcata
Lohmannella falcata är en kvalsterart. Lohmannella falcata ingår i släktet Lohmannella och familjen Halacaridae. Inga underarter finns listade i Catalogue of Life.